# 銀城 (愛荷華州)
銀城（英語：Silver City）是一個位於美國愛荷華州米爾斯縣的城市。

## 地理
銀城的座標為41°06′43″N 95°38′17″W / 41.11194°N 95.63806°W，而該地的平均海拔高度為319米（即1047英尺）。

## 人口
根據2010年美國人口普查的數據，銀城的面積為0.57平方千米，當中陸地面積為0.57平方千米，而水域面積為0.00平方千米。當地共有人口245人，而人口密度為每平方千米429人。